# Erwin Krubke
Erwin Krubke (* 6. Mai 1921 in Alt-Glashütte; † 28. Januar 2016) war ein deutscher Politiker  der Blockpartei CDU der DDR. Er war von 1950 bis 1954 Abgeordneter der Volkskammer der DDR und von 1961 bis 1986 Direktor der Zentralen Schulungsstätte der CDU in Burgscheidungen.

## Leben
Krubke, in Pommern geborener Christ, besuchte die Oberschule und erlernte nach dem Abitur von 1939 bis 1942 den Beruf des Kaufmanns. Am 4. Juli 1941 beantragte er die Aufnahme in die NSDAP und wurde zum 1. September desselben Jahres aufgenommen (Mitgliedsnummer 8.611.454). Krubke war Soldat im  Zweiten Weltkrieg.
Nach dem Krieg kam er in die Sowjetische Besatzungszone. Von 1946 bis 1949 arbeitete er als technischer Angestellter und kaufmännischer Leiter. Im Jahr 1947 trat er in die CDU ein und wurde auch Mitglied des FDGB, der DSF und des KB. Er wurde 1948 Mitglied des CDU-Landesvorstandes von Mecklenburg und Leiter der Landesparteischule in Gravelotte. Von 1949 bis 1950 fungierte er als CDU-Kreissekretär in Demmin und ehrenamtlicher Kreisjugendreferent. Im September 1950 war er Delegierter des 5. Parteitages in Berlin. Im Oktober 1950 wurde er Referent für Schulung der CDU-Parteileitung in Berlin und war an der Ausarbeitung des Plans zur Schaffung einer zentralen Parteischule beteiligt.
Von Oktober 1950 bis Oktober 1954 gehörte er als Mitglied der CDU-Fraktion der Volkskammer an. Ab Juni 1951 arbeitete er als Lehrer an der neugeschaffenen Zentralen Schulungsstätte der CDU in Burgscheidungen. Im Jahr 1956 wurde er Dozent und stellvertretender Direktor und im Juni 1961 als Nachfolger von Gerhard Reintanz Direktor der Zentralen Schulungsstätte. Nach 25 Jahren wurde er im September 1986 von Otto Preu als Direktor abgelöst. Von 1972 bis 1987 war er Mitglied des CDU-Hauptvorstandes. Am 17. März 1987 wurde er zum Ehrenmitglied des Hauptvorstandes und Mitglied des Ehrenrates beim Hauptvorstand der CDU ernannt.
Am 10. Juni 1976 wurde er an der Humboldt-Universität zu Berlin zum Dr. rer. oec. promoviert. Krubke lebte zuletzt in der Stadt Laucha an der Unstrut und starb im Alter von 94 Jahren.

## Auszeichnungen in der DDR
- 1958 Ehrennadel der CDU
- 1959 Verdienstmedaille der DDR
- 1966 Ernst-Moritz-Arndt-Medaille
- 1967 Vaterländischer Verdienstorden in Bronze und 1986 in Silber
- 1975 Otto-Nuschke-Ehrenzeichen in Gold
- 1981 Orden Banner der Arbeit Stufe III